# Pape Abou Cissé
Pape Abou Cissé (* 14. September 1995 in Pikine) ist ein senegalesischer Fußballspieler, der als Innenverteidiger aktiv ist.

## Karriere

### Verein
Cissé wurde in der Jugend des AS Pikine ausgebildet. 2014 wechselte er zu AC Ajaccio in die zweite französische Liga. Er gab sein Debüt in der Ligue 2 am 3. April 2015 bei einem 1:1 gegen den FC Valenciennes. In den nächsten beiden Spielzeiten wurde er ein wichtiger Bestandteil der Innenverteidigung und absolvierte jeweils über 30 Saisonspiele für den korsischen Verein.
2017 wechselte er zum griechischen Spitzenklub Olympiakos Piräus. Er gab sein Debüt am 19. September 2017 bei einer 1:2-Niederlage gegen Asteras Tripolis in der Kypello Elladas. Er erzielte sein erstes Tor für den Verein am 14. Oktober 2017, nach einer Vorlage von Konstantinos Fortounis, in einem 4:3-Auswärtssieg gegen Panionios Athen. Er wurde in kurzer Zeit ein wichtiger Bestandteil der Abwehrreihe. Aufgrund seiner starken Leistungen in der UEFA Europa League 2018/19 wurde er von der UEFA in das Europa-League-Durchbruchsteam des Jahres 2018 aufgenommen. In der Saison 2019/20 gewann er mit Olympiakos Piräus das griechische Double mit dem Gewinn von Meisterschaft und Pokal.
Ende Januar 2021 wechselte er auf Leihbasis für den Rest der Saison in die französische Ligue 1 zu AS Saint-Étienne. Cissé bestritt dort 14 von 17 möglichen Ligaspielen und ein Pokalspiel. Der Leihvertrag enthielt eine Kaufoption, die nicht gezogen wurde.
Entsprechend gehörte er in der Saison 2021/22 wieder zum Kader von Olympiakos Piräus. Er bestritt dort 25 von 36 möglichen Ligaspielen, in denen er fünf Tore schoss. Bei sechs Spielen fehlte er wegen der Teilnahme an Afrika-Cup. Die Saison endete mit dem erneuten Gewinn der griechischen Meisterschaft durch Piräus. Dazu kamen zwei Pokalspiele und 13 Spiele im Europapokal mit einem geschossenen Tor. In der nächsten Saison waren es nur noch sechs von 36 möglichen Ligaspielen, drei Pokalspielen mit einem Tor und zehn Spielen im Europapokal.
Mitte September 2023 wechselte Cissé zum türkischen Erstligisten Adana Demirspor, bei dem er einen Vertrag mit einer Laufzeit von drei Jahren unterschrieb. Er kam dort auf 13 von 35 möglichen Einsätzen bei Ligaspielen. Zum Ende der Saison wurde sein Vertrag durch Demirspor vorzeitig aufgelöst.
Erst Mitte Oktober 2024 fand er mit dem katarischen al-Shamal SC einen neuen Verein.

### Nationalmannschaft
Cissé vertrat die senegalesischen U20 bei der U-20-Afrika-Cup 2015.
Sein Debüt für die A-Nationalmannschaft gab er am 13. Oktober 2018 bei einem 3:0-Heimsieg gegen den Sudan. Im gleichen Spiel erzielte er auch sein erstes Länderspieltor.
Beim Afrika-Cup 2019 gehörte er zum senegalesischen Kader, wurde aber nicht eingesetzt. Bei der Austragung 2022 wurde er in den ersten zwei Gruppenspielen eingesetzt. Zudem wurde er beim Halbfinale kurz vor dem Ende eingewechselt und gehörte damit zum Kader, der Afrikameister wurde.
Ebenso gehörte er bei der Weltmeisterschaft im gleichen Jahr zum Kader und kam zum Einsatz in allen drei Gruppenspielen. Seit dem Ende der Weltmeisterschaft wurde er zu keinem Länderspiel mehr eingeladen.

## Erfolge
- Afrika-Cup-Sieger: 2022
- Griechischer Meister: 2019/20, 2021/22
- Griechischer Pokalsieger: 2019/20